# 諫早市立長田小学校
諫早市立長田小学校（いさはやしりつ ながたしょうがっこう）は、長崎県諫早市西里町にある公立小学校。

## 概要
歴史
1873年（明治6年）に開校した「東長田小学校」を前身とする。
学校教育目標
「やさしく、かしこく、たくましい長田っ子」。
校章
桜の花弁、リボンで結んだ月桂樹を組み合わせたものを背景にして、中央に校名の「長」の文字を置いている。
校歌
作詞は亀崎博、作曲は伊藤英一による。歌詞は3番まであり、各番に校名の「長田小学校」が登場する。
校区
小豆崎町、西里町、中田町、御手水町、大場町、白木峰町、長田町、正久寺町、高天町、白浜町、白原町、猿崎町。中学校区は諫早市立長田中学校。

## 沿革
- 1873年（明治6年）- 東長田村、東長田祭宮境内に「東長田小学校」が開校。
- 1874年（明治7年）- 西長田村、庄屋屋敷に「西長田小学校」が開校。
- 1875年（明治8年）2月28日 - 東長田小学校と西長田小学校が正式に長崎県によって「第五大学区長崎県管下第一中学区の小学校」として認可される[2]。「瀬々田小学校」が片木に開校。
- 1877年（明治10年）- 東長田村と西長田村が合併し長田村となる。これに伴い東長田小学校と西長田小学校が統合され「長田小学校」となる。
- 1881年（明治14年）- 「公立中等長田小学校」と改称。
- 1882年（明治15年）4月 - 白浜分校を白原町135番地に設立。
- 1884年（明治17年）3月31日 - 白浜分校を廃止。
- 1886年（明治19年）9月 - 小学校令の施行により、「尋常長田小学校」と改称。尋常科（修業年限4年）を設置。
- 1887年（明治20年）- 瀬々田学校が「簡易瀬々田小学校」と改称。簡易科（修業年限3年）を設置。
- 1889年（明治22年）4月1日 - 町村制の施行により長田村立の小学校となる。
- 1892年（明治25年）4月 - 「長田尋常小学校」に改称（「尋常」の位置が変更となる）。　瀬々田簡易小学校を統合し「瀬々田分校」とする。
- 1902年（明治35年）4月 - 高等科を併置して「長田尋常高等小学校」と改称（尋常科4年・高等科4年）。瀬々田分校を「瀬々田分教場」と改称。
- 1908年（明治41年）4月 - 小学校令の改正により、義務教育年限（尋常科の修業年限）が4年から6年に延長される（尋常科6年・高等科2年）。
  - 旧高等科1年を尋常科5年、旧高等科2年を尋常科6年、旧高等科3年を高等科1年、旧高等科4年を高等科2年に振り替える。
- 1911年（明治44年）- 白浜分教場を設置。
- 1940年（昭和15年）9月1日 - 諫早市の発足[3]に伴い、諫早市立の小学校となる。
- 1941年（昭和16年）4月1日 - 国民学校令の施行により、「諫早市長田国民学校」に改称。尋常科を初等科に改める（初等科6年・高等科2年）。
- 1947年（昭和22年）4月1日 - 学制改革（六・三制の実施）が行われる。
  - 国民学校の初等科が改組され、「諫早市立長田小学校」（現校名）となる。分教場2校を「分校」に改称。
  - 国民学校の高等科が改組され、新制中学校「諫早市立長田中学校」が発足。独立校舎が完成するまでの間、小学校に併設される。
- 1948年（昭和23年）5月 - 中学校の校舎が完成し、併設を解消。
- 1974年（昭和49年）3月31日 - 瀬々田分校・白浜分校を廃止し、本校に統合。
- 1976年（昭和51年）- 交通指導コーナーを設置。
- 1977年（昭和52年）- 体育館・プールが完成。
- 1984年（昭和59年）- 運動場を整備。
- 1990年（平成2年）- 諫早市市制50周年を記念してタイムカプセルが設置される。
- 2007年（平成19年）- センター配送方式の給食が開始。
- 2008年（平成20年）- 通学用歩道橋が設置される。

## アクセス
最寄りの鉄道駅
- JR九州 長崎本線 「肥前長田駅」

最寄りのバス停
- 長崎県営バス「中学校前（白木峰）」バス停

最寄りの国道・県道
- 国道207号
- 長崎県道184号諫早多良岳線

## 周辺
- 諫早市立長田中学校
- みのり学童クラブ
- 長田みのり会館
- 長田出張所
- 西長田神社
- 長田町公民館
- 長田保育所
- 長田川

## 関連事項
- 長崎県小学校一覧